# Staffan Sonning
Staffan Sonning, född 18 juni 1952 i Sorsele, är en svensk journalist och debattör. Sonning arbetade under åren 2000-2006 som chef för Ekoredaktionen i Sveriges Radio P1.
Tidigare har han tillsammans med Staffan Sillén varit nyhetschef på Aktuellt mellan 1991 och 1993. Efter avhoppet återgick Sonning till Ekot, där han tillsammans med Sillén blev en av tre gruppchefer. Sonning blev chef för ekonomiekot och Sillén chef för allmänreportaget. Den 1 juli samma år blev Staffan Sonning dock tillförordnad Aktuellt-chef i väntan på att styrelsen för Sveriges Television skulle finna Henrik Frenkels efterträdare.
Då var han den person som både redaktionen och ledningen skulle vilja se som ny chef, men istället blev Sonning chef på Ekot. Därefter var han "chefsstrateg" på Sveriges Radio då han efterträdde Kerstin Brunnberg. Tillsammans med Hans Greger har han skrivit boken Ju-jutsu. Svenska budoförbundets instruktionsbok i ju-jutsu (1985). 2015-2017 var han Ekots korrespondent i London.